# Craban
De Craban (meervoud Crebain, van oorsprong een Sindarijns woord) is in Midden-aarde, de fantasiewereld geschapen door J.R.R. Tolkien een soort vogel.
Crebain zijn fors van gestalte en lijken op kraaien. Ze staan bekend om hun kwaadaardige natuur. Ze deden tijdens de Oorlog om de Ring dienst als spionnen van de donkere krachten; met name Saruman, die de vogels gebruikte om te zoeken naar de Ringdrager. Hun leefgebied strekt zich uit van Donkerland in het westen tot aan Fangorn in het oosten en de landen ten zuiden van de Nevelbergen.
In het eerste deel van de verfilming van het boek, The Fellowship of the Ring, komt het reisgenootschap in aanraking met de vogels op weg naar Moria.